# Къщата на Хънтед Хил
„Къщата на Хънтед Хил“ (на английски: House on Haunted Hill) е американски филм на ужасите от 1959 година.

## Сюжет
Ексцентричният милионер Фредерик Лорън (Винсънт Прайс) изпраща покани към петима души да приемат участие на парти, организирано от четвъртата му съпруга Анабел (Керъл Омарт) в къща, обитавана от духове, която той е наел на Хънтед Хил (на английски: Haunted Hill - хълм, обитаван от духове). Лорън им обещава по десет хиляди долара на всеки с уговорката, че ще останат през цялата нощ в къщата, след като вратите бъдат заключени в полунощ. Петимата гости са Ланс Шрьодер (Ричард Лонг), пилот- изпитател, Рут Бриджис (Джули Мичъм), журналист, работеща във вестник, лекаря- психиатър Дейвид Трент (Алън Маршал), Нора Манинг (Каролин Крейг), която работи в една от компаниите на Лорън, и собственика на къщата Уотсън Притчард (Илайша Кук), който не одобрява идеята дома му да се използва за такъв вид парти.
Докарани късно вечерта в къщата с различни катафалки, подредени като за погребално шествие, участниците в партито разбират правилата и всеки от тях получава пистолет за самозащита. Принудена да присъства на партито, съпругата на Лорън предупреждава гостите, че той е изпаднал в психоза и те трябва да бъдат много внимателни с него. Нора първа осъзнава, че той се опитва да ги убие, виждайки страшни видения, включително призрака на Анабел, която очевидно се е обесила по-рано през нощта.
Почти толкова уплашен като Нора е и Притчард. Той е убеден, че къщата наистина е обладана от призраци, включително този на загиналия му брат, и тяхната мисия е да убият всички живи хора там. Шрьодер е атакуван в мазето, но той е сигурен, че нападателя е реален и се опитва да разсее страховете на Нора.
Анабел всъщност не е умряла, а е инсценирала смъртта си с помощта на своя любовник Д-р Трент, за да се опита така да изплаши лабилната Нора, че тя да се принуди да застреля Лорън. Изпаднала в пристъп на истерия от многобройните страхове, преживени през нощта, Нора вижда Лорън да върви по коридора, държейки пистолет в ръка и наистина го застрелва. След като тя избягва от стаята, Трент се опитва да заличи следите и слага тялото на мъртвия Лорън във варел с киселина, където преди години жител на къщата на име Норман е потопил убитата си съпруга. Светлините угасват и се дочуват звуци от борба и плясък, последвани от съскане и бълбукане.
Чувайки изстрела, Анабел отива в стаята за да се убеди, че съпруга и е мъртъв, но я открива празна. Тя слиза в мазето и вижда един скелет, който и проговаря със задгробния глас на Лорън. Ужасена от гледката, Анабел отстъпва назад и сама пада във варела с киселина. Всъщност Лорън не е мъртъв и се появява от сянката, държейки устройството, което управлява скелета. Той се оказва на Трент. Лорън е разбрал за замисъла на съпругата му и нейния любовник да го убият и започва своя собствена игра, с която да ги изпревари. Той хвърля скелета във варела за да заличи следите.
Нора разказва на останалите гости, че е застреляла Лорън, но отивайки в мазето те го откриват жив. Той казва на Нора, че пистолета, с който е стреляла по него е бил зареден с халосни патрони и обяснява на присъстващите, че Анабел и Трент са възнамерявали да го убият, но са намерили съвместния си край във варела с киселина, и че той се чувства като невинен за извършеното.
Уотсън Притчард, все още вярвайки в свръхестественото, се взира във варела и констатира, че Анабел и Трент вече са се присъединили към другите духове, обитаващи къщата. С изкривено от ужас лице той казва на останалите, че призраците идват за тях, разбива стената и избягва на вън.

## В ролите
- Винсънт Прайс като Фредерик Лорън, ексцентричния милионер
- Каролин Крейг като Нора Манинг, сътрудничката на Лорън
- Ричард Лонг като Ланс Шрьодер, летеца- изпитател
- Илайша Кук като Уотсън Притчард, собственика на къщата
- Керъл Омарт като Анабел Лорън, съпругата на милионера
- Алън Маршал като доктор Дейвид Трент
- Джули Мичъм като Рут Бриджис, вестникарката
- Леона Андерсън като мисис Слайдс, прислужницата в къщата
- Хауард Хофман като мистър Слайдс, прислужника в къщата